# Basílica del Sagrado Corazón (Atlanta)
La Basílica del Sagrado Corazón o más formalmente Basílica del Sagrado Corazón de Jesús (en inglés: Basilica of the Sacred Heart of Jesus ) Anteriormente llamada Iglesia del Sagrado Corazón, es un iglesia histórica en Estados Unidos que destaca como la primera basílica católica en la ciudad de Atlanta y en el estado de Georgia en la costa este de Estados Unidos. La iglesia fue designada como basílica el 22 de febrero de 2010 por el entonces Papa Benedicto XVI.
El templo sigue el rito romano y el actual edificio data de 1880 y fue realizada con el diseño del arquitecto nativo de Atlanta Walter T. Downing en el estilo de la arquitectura románica con varias modificaciones posteriores.

## Véase también

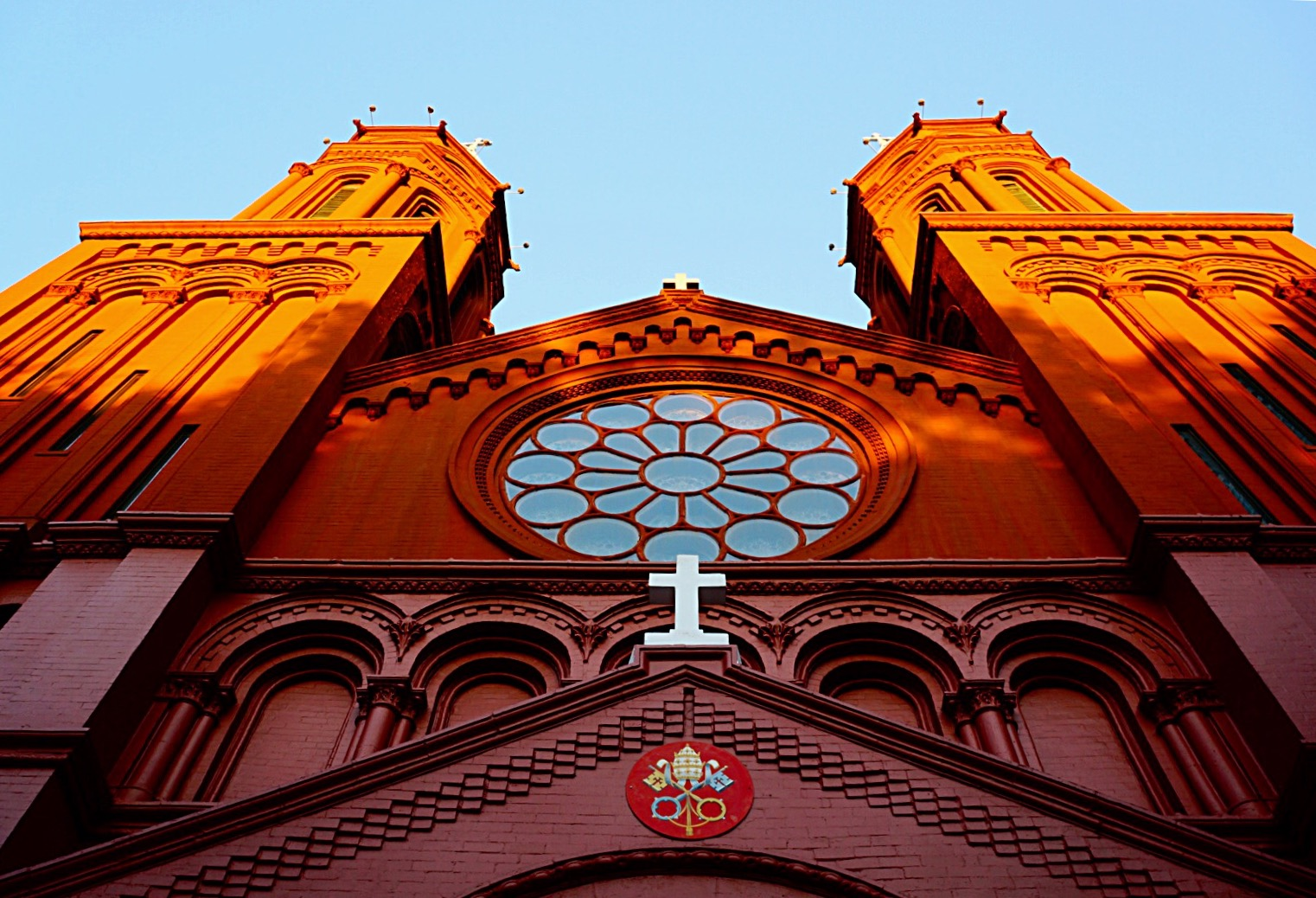
Vista de la fachada